# Rollin' Home
Rollin' Home' è un brano inciso dalla rock band inglese Status Quo, pubblicato come singolo nel maggio del 1986.

## La canzone
La traccia viene scritta da John David, bassista della Dave Edmunds' Band, ed è il primo singolo pubblicato dagli Status Quo con la nuova formazione che vede Jeff Rich alla batteria e John 'Rhino' Edwards al basso.
Lo stile è quello di un rock molto leggero e ritmato capace di fondere il tipico boogie da sempre offerto dalla band con le sonorità elettroniche in gran voga nel periodo.
Sostenuto da un divertente video musicale girato nel corso di una tournée negli Emirati Arabi, il singolo sale al n. 9 delle classifiche inglesi.

## Tracce
1. Rollin' Home - 4:24 - (J. David)
2. Lonely - 5:50 - (Rossi/Parfitt)
3. Keep Me Guessing - 4:30 - (Rossi/Young/Parfitt)

## Formazione
- Francis Rossi (chitarra solista, voce)
- Rick Parfitt (chitarra ritmica, voce)
- Andy Bown (tastiere, chitarra, armonica a bocca, cori)
- John 'Rhino' Edwards (basso, voce)
- Jeff Rich (percussioni)

## British singles chart
| Posizione | 25 | 9 | 11 | 20 | 33 | 50 | uscito |